# Bromelia glaziovii
Espèce
Classification phylogénétique
Bromelia glaziovii est une espèce de plantes à fleurs de la famille des Bromeliaceae. C'est une plante tropicale endémique du Brésil et décrite en 2003.

## Distribution
L'espèce est endémique du Brésil et se rencontre dans les deux États centraux du Minas Gerais et de Goiás.

## Description
L'espèce est hémicryptophyte.